# Lulli Svedin
Gunhild Ebba Elisabet (Lulli) Svedin, född Peyron 24 november 1906 i Danderyds församling, död  7 november 2001 i Engelbrekts församling i Stockholm, var en svensk dansare, pedagog och dansforskare.

## Biografi
Efter genomgången flickskola studerade hon dans utomlands åren 1925–1929. Mellan 1929 och 1932 studerade hon dans hos Ronny Johansson och därefter även Gertrude Engelhardt, som båda drev skolor i Stockholm. Mellan 1932 och 1990 studerade Svedin fridans och klassisk balett i Berlin. 1935 öppnade hon en egen studio för konstnärlig dans i Stockholm. Från 1930-talet och framåt var Svedin en framträdande svensk dansare och var aktiv i mer än femtio år. Inledningsvis gav hon soloföreställningar i bland annat Konserthusets stora sal. Efter att ha studerat klassisk balett hos Valborg Franchi på Kungliga operan började hon även ägna sig åt balett. Hon tog examen vid Royal Academy of Dance i London och diplomerades med högsta betyg. År 1963 fick hon dessutom bemyndigande som internationell examinatör.
Lulli Svedin var efter 1963 en tongivande pedagog i arbetet med att lägga till dans i skolans obligatoriska schema i Sverige jämte musik, bild och konst. Mellan 1962 och 1968 var hon ordförande i Svenska danspedagogförbundet. Svedin var en av huvudlärarna vid Danshögskolan till sin pensionering och fortsatte därefter att skriva om dans i svenska och internationella tidskrifter. 1978 utgav hon Den klassiska balettens byggstenar, 1982 Små skillnader mellan stora balettsystem och 1986 gav hon ut memoarboken I dansens värld. Mot slutet av sitt liv skrev hon artiklar i Nationalencyklopedin. År 1976 mottog hon Carina Ari-medaljen.
Lulli Svedins båda föräldrar var adliga. Hennes far var kommendörkaptenen Edward Peyron och hennes mor Märtha, född Påhlman. År 1929 gifte hon sig med tandläkaren Sven Svedin.
Lulli Svedin är begraven på Norra begravningsplatsen utanför Stockholm.